# Farmer Al Falfa

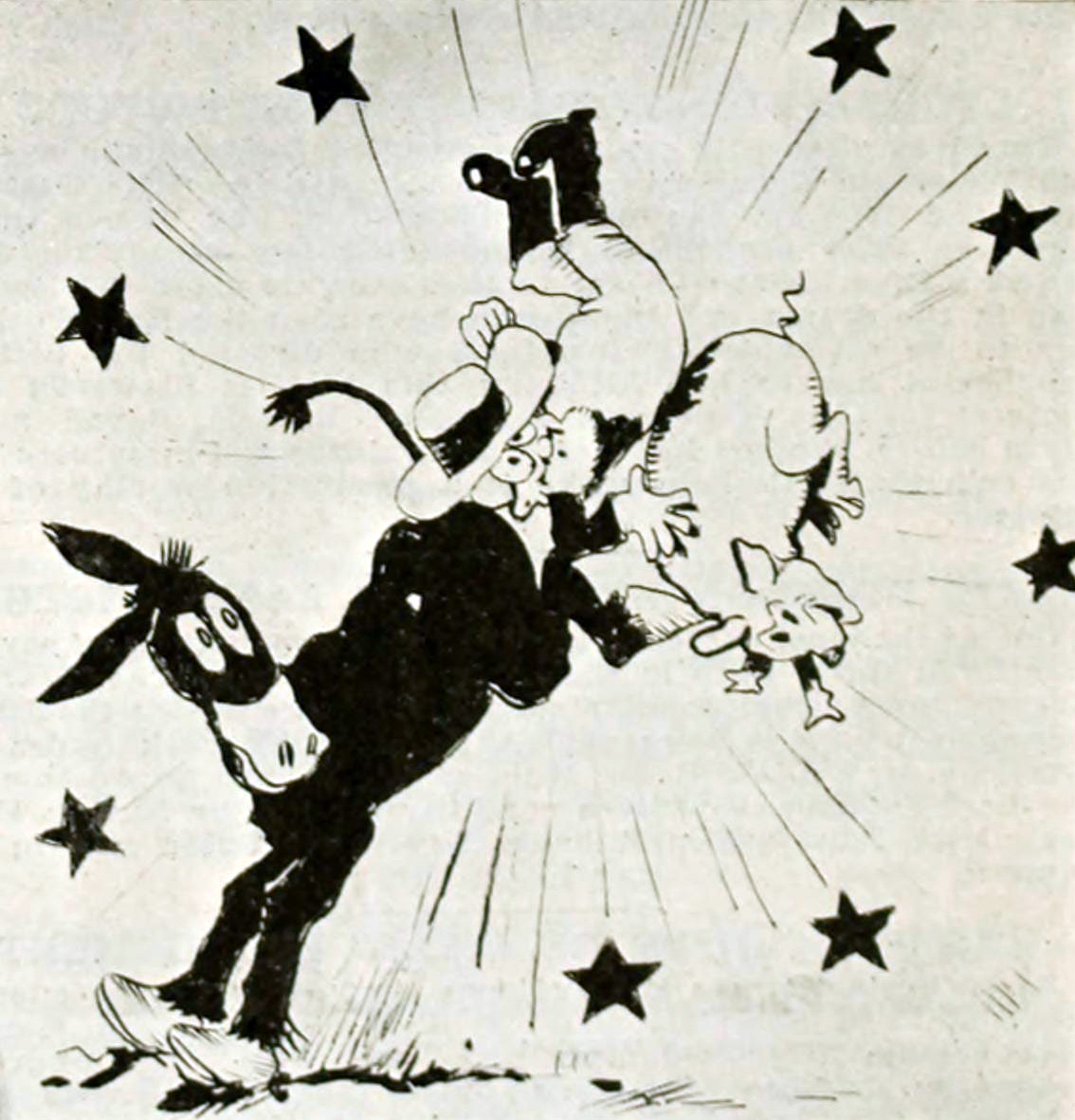
Farmer Al Falfa and his Tentless Circus (1916)

Farmer Al Falfa (también conocido como Farmer Alfalfa) es un personaje animado creado por el caricaturista estadounidense Paul Terry. El personaje era un granjero viejo y gruñón. Apareció por primera vez en el cortometraje Down On the Phoney Farm en 1915 y en una serie de cortometrajes producidos por John R. Bray Studios en 1916. Luego de dejar Bray, Terry conservó el personaje y lo utilizó varias veces en su serie de los años 1920 Aesop's Film Fables, periodo en el que se volvió popular. Cuando Terry se cambió a la animación sonora, el granjero también lo hizo. Su primer dibujo animado con sonido fue Dinner Time, donde Farmer Al Falfa gritaba a un grupo de perros hambrientos. Sin embargo, el cortometraje no captó el interés del público como lo hizo el corto de Walt Disney Steamboat Willie.
En 1928, Terry dejó a su productor, Amadee J. Van Beuren para abrir su propio estudio, con la distribución en manos e Educational Pictures. El granjero revivió e hizo varias apariciones en los primeros cortos de Terry. Sin embargo, mientras el estudio crecía, Al Falfa no era muy utilizado en sus dibujos animados. En los años 1950, el personaje protagonizó Farmer Al Falfa and his Terrytoon Pals, una compilación de los cortos más antiguos de Terry. Aunque no han sido comercializados en televisión, la mayoría de los primeros cortos, especialmente los que no incluyen sonido, han sido parte de compilaciones de dibujos animados de dominio público, siendo el más conocido, el VHS de Video Yesteryear, Cartoonal Knowledge, en los años 1980.